# 경희학원
학교법인 경희학원(學校法人慶熙學園)은 경희대학교를 중심으로 하는 대한민국의 학교법인이다.

## 계열 학교

### 대학
- 경희대학교
- 경희사이버대학교

### 고등학교

경희중·고등학교 교사

- 경희고등학교
- 경희여자고등학교

### 중학교
- 경희중학교
- 경희여자중학교

### 초등학교
- 경희초등학교

### 유치원
- 경희유치원

## 연혁
- 1949년 2월 15일: 재단법인 성재학원 설립
- 1949년 5월 12일: 2년제의 신흥초급대학 설립
- 1951년 5월 18일: 조영식 학원장, 재단법인 성재학원 인수
- 1952년 2월 3일: 신흥초급대학 정식 설립 인가
- 1952년 12월 9일: 4년제의 신흥대학 설립 인가
- 1953년 5월 6일: 신흥대학 청주분교 설립 인가
- 1954년 3월 31일: 신흥대학 청주분교 폐교
- 1955년 2월 28일: 신흥종합대학교 설립 인가
- 1960년 10월 5일: 법인의 명칭을 재단법인 고황재단으로 변경
- 1960년 2월 29일: 남녀공학의 경희중·고등학교 설립 인가
- 1960년 3월 1일: 신흥대학교를 경희대학교로 개칭
- 1961년 3월 21일: 경희초등학교 설립 인가
- 1961년 3월 24일: 경희유치원 설립 인가
- 1963년 1월 5일: 경희여자중·고등학교 및 경희초급대학 설립 인가
- 1964년 4월 23일: 법인의 명칭을 학교법인 고황재단으로 변경
- 1965년 4월 27일: 경희대학교와 동양의과대학을 합병
- 1965년 9월 3일: 동양의과대학을 운영하던 학교법인 행림학원을 합병
- 1966년 11월 25일: 경희간호학교 설립 인가
- 1967년 2월 26일: 경희초급대학을 경희여자초급대학으로 개편 인가
- 1970년 11월 25일: 경희간호학교를 경희간호전문학교로 개칭
- 1971년 10월 5일: 경희의료원 개원
- 1975년 2월 24일: 경희호텔경영전문학교 설립 인가
- 1978년 3월 18일: 경희여자초급대학 폐교
- 1979년 1월 1일: 경희간호전문학교를 경희간호전문대학으로 승격 인가
- 1998년 2월 12일: 경희호텔경영전문대학을 폐지하고, 경희대학교 호텔관광대학으로 승격·흡수
- 1999년 12월 27일: 경희간호전문대학 폐지
- 2001년 3월 1일: 경희사이버대학교 개교
- 2006년 6월 12일: 동서신의학병원 개원
- 2006년 11월 1일: 법인의 명칭을 학교법인 경희학원으로 변경

### 역대 이사장
| 대수   | 성명   | 임기                              |
| ------ | ------ | --------------------------------- |
| 제1대  | 조영식 | 1951년 5월 18일~1952년 12월 17일  |
| 제2대  | 조영식 | 1954년 4월 23일~1961년 5월 6일    |
| 제3대  | 박홍렬 | 1961년 5월 7일~1961년 8월 31일    |
| 제4대  | 조영식 | 1961년 9월 1일~1963년 9월 5일     |
| 제5대  | 오정명 | 1963년 9월 6일~1980년 5월 11일    |
| 제6대  | 오천석 | 1980년 5월 12일~1980년 8월 17일   |
| 제7대  | 조영식 | 1980년 8월 18일~1988년 1월 13일   |
| 제8대  | 차경섭 | 1988년 2월 29일~1993년 6월 14일   |
| 제9대  | 안호상 | 1993년 6월 15일~1995년 6월 14일   |
| 제10대 | 최태섭 | 1995년 9월 4일~1998년 5월 31일    |
| 제11대 | 조영식 | 1998년 8월 28일~2002년 1월 6일    |
| 제12대 | 조영식 | 2002년 1월 7일~2006년 1월 6일     |
| 제13대 | 조영식 | 2006년 1월 7일~2006년 11월 12일   |
| 제14대 | 김용철 | 2006년 11월 13일~2007년 9월 30일  |
| 제15대 | 김용철 | 2007년 10월 1일~2011년 9월 30일   |
| 제16대 | 김용철 | 2011년 10월 11일~2015년 10월 10일 |
| 제17대 | 공영일 | 2015년 10월 11일~2018년 11월 23일 |
| 제18대 | 조인원 | 2018년 11월~                      |

## 같이 보기
- 경희대학교
- 조영식

## 주사무소 및 분사무소 현황
- 주사무소: 서울특별시 동대문구 경희대로 26 (회기동)
- 분사무소: 서울특별시 강남구 영동대로 225 (대치동)